# Loma El Medio
La Loma El Medio (8°44′31″N 70°59′18″O / 8.742, -70.9883) es una formación de montaña ubicada all oeste de Mucuchíes, Estado Mérida, Venezuela. A una altitud de 3.850 m s. n. m. La Loma El Medio es una de las montañas más altas en Mérida y de Venezuela.